# Pesak
 Pesak  falu Horvátországban Zágráb megyében. Közigazgatásilag Jasztrebarszkához tartozik.

## Fekvése
Zágrábtól 40 km-re, községközpontjától 10 km-re délnyugatra a megye déli határán fekszik. 

## Története
A falunak 1857-ben 64, 1910-ben 99 lakosa volt. Trianon előtt Zágráb vármegye Jaskai járásához tartozott. 2001-ben 23 lakosa volt. 

## Lakosság
| Lakosság változása | Lakosság változása | Lakosság változása | Lakosság változása | Lakosság változása | Lakosság változása | Lakosság változása | Lakosság változása | Lakosság változása | Lakosság változása | Lakosság változása | Lakosság változása | Lakosság változása | Lakosság változása | Lakosság változása |
| ------------------ | ------------------ | ------------------ | ------------------ | ------------------ | ------------------ | ------------------ | ------------------ | ------------------ | ------------------ | ------------------ | ------------------ | ------------------ | ------------------ | ------------------ |
| 1857               | 1869               | 1880               | 1890               | 1900               | 1910               | 1921               | 1931               | 1948               | 1953               | 1961               | 1971               | 1981               | 1991               | 2001               |
| 64                 | 74                 | 53                 | 82                 | 85                 | 99                 | 105                | 114                | 135                | 133                | 125                | 117                | 63                 | 60                 | 23                 |

## Külső hivatkozások
Jasztrebaszka város hivatalos oldala